# FV-Diplom-Kommunikationskaufmann

Diplom zur Verleihung des Berufstitels „FV-Diplom-Kommunikationskaufmann“ durch die Wirtschaftskammer Österreich und Zertifikat zur CAAA-Zertifizierung.

FV-Diplom-Kommunikationskaufmann bzw. FV-Diplom-Kommunikationskauffrau ist ein österreichischer Berufstitel der Kommunikationsbranche.
Verkürzt wird der Titel meist zu Diplom-Kommunikationskaufmann (Dkkfm.) bzw. Diplom-Kommunikationskauffrau (Dkkff.). Nicht zu verwechseln ist dieser daher mit dem akademischen Grad Diplom-Kaufmann. Die Abkürzung „FV“ steht für den Fachverband Werbung und Marktkommunikation der Wirtschaftskammer Österreich.

## Geschichte
Der Berufstitel wurde im Jahr 2000 durch die Wirtschaftskammer Österreich (WKO) im Rahmen eines Zertifizierungsprogrammes geschaffen. Zwischen 2000 und 2012 wurde der Titel an etwa 500 qualifizierte Kommunikationsfachleute verliehen, was zum Zeitpunkt der letzten Vergabe etwa 2 % der ca. 25.875 Mitgliedsbetriebe des Fachverbandes Werbung und Marktkommunikation und etwa 5 % der Werbeagenturen darstellte.
Die Vergabe wurde 2012 eingestellt, bestehende Titel bleiben jedoch weiterhin gültig.

## Hintergründe
Die Einführung erfolgte im zeitlichen Zusammenhang mit den Auswirkungen der Gewerberechtsnovelle 1997, in welcher die Werbeagentur zum freien Gewerbe geworden war. Ziel war die bessere Unterscheidung qualifizierter Fachleute im Rahmen einer Qualitätsoffensive aufgrund des zuvor erfolgten Wegfalles des beschränkten Berufszuganges. Die Verleihung und CAAA-Zertifizierung setzte entsprechende Praxis, Ausbildung und/oder Reputation voraus.
Die Führung des Titels kann mit dem international gebräuchlichen Titel CMC für zertifizierte Unternehmensberater, mit Zertifizierungstiteln im Finanzbereich wie CFA und CAIA oder dem in Österreich v. a. vor der 2020 erfolgten Einführung des Titels Mst. üblichen Führen eines gewerblichen Meistertitels als Standes- bzw. Berufstitel (z. B. Hfm. für Hafnermeister oder BM / Bmstr. für Baumeister) verglichen werden.